# Josaphat Bastašić
Josaphat Bastašić (* 1. Mai 1740 in Mrzlo Polje, Königreich Ungarn, heute Kroatien; † 1793 in Križevci, Königreich Kroatien und Slawonien, heute Kroatien) war Bischof der griechisch-katholischen Diözese Križevci.

## Leben
Josaphat Bastašić wurde am 30. März des Jahres 1789 zum Bischof für die mit der Kirche Roms unierte Eparchie Križevci ernannt.

## Weblink
- Eintrag über Josaphat Bastašić auf catholic-hierarchy.org (englisch)

| Vorgänger           | Amt                            | Nachfolger          |
| ------------------- | ------------------------------ | ------------------- |
| Bazilije Božičković | Bischof von Križevci 1787–1793 | Silvester Bubanović |

| Personendaten    | Personendaten                                 |
| ---------------- | --------------------------------------------- |
| NAME             | Bastašić, Josaphat                            |
| KURZBESCHREIBUNG | kroatischer Geistlicher, Bischof von Križevci |
| GEBURTSDATUM     | 1. Mai 1740                                   |
| GEBURTSORT       | Mrzlo Polje                                   |
| STERBEDATUM      | 1793                                          |
| STERBEORT        | Križevci, Kroatien                            |